# Aniceto Adolfo
Manuel Seco Gutiérrez, de nombre religioso Aniceto Adolfo (Celada Marlantes, Cantabria, 4 de octubre de 1912-Turón, Asturias, 9 de octubre de 1934) fue un religioso español. Fue uno de los santos Santos Mártires de Turón, Hermanos de las Escuelas Cristianas asesinados en 1934 en la persecución religiosa de la Revolución de Asturias, y el más joven de los educadores del colegio Nuestra Señora de Covadonga de Turón.

## Biografía
El 6 de septiembre de 1928 entra en el noviciado, toma el hábito de hermano. Luego de un tiempo de preparación emite sus primeros votos. Sus estudios para educador os realizó en una casa de formación dirigida por los Hermanos de las Escuelas Cristianas de Bujedo, en Burgos.
Fue destinado al colegio Nuestra Señora de Lourdes de Valladolid y luego enviado al valle minero de Turón para dar catequesis.

## Canonización
Fue beatificado por el Papa Juan Pablo II el 29 de abril de 1990 y canonizado el 21 de noviembre de 1999, junto con el padre pasionista Inocencio de la Inmaculada y sus ocho compañeros.